# アダム航空574便墜落事故
アダム航空574便墜落事故とは、2007年1月1日にインドネシアの格安航空会社のアダム航空574便が墜落した事故である。

## 概要
2007年1月1日、スラバヤ (SUB) 発スラウェシ島マナド (MDC) 行き574便がスラウェシ島のパレパレ (Pare Pare) 付近で失踪し、その後海上へ墜落したことが判明した。慣性航法装置の故障で現在地がわからなくなり、その解決に忙殺されている時に自動操縦が解除されてしまい、機体が右に傾いた。操縦士がそれに気付かずに操縦桿を引き続けたため、機体は急降下し、空中分解した。乗員乗客102名は全員死亡した。1月11日にスラウェシ島近海で残骸や遺体が発見されたが、水深が約2000mあり捜索は難航した。転覆したフェリーの乗客を生存者と間違えたり、アダム航空側が深海探査費用を7か月も出し渋った上に1週間分しか出さないなど、調査は難航した。その後、安全を軽視する会社側の姿勢が問題になり、非難が集中した結果、会社は倒産した。

## 事故機
事故機はボーイング737-400（機体記号：PK-KKW）で1990年に製造され、イギリスのダン・エアーで就航後、同社を吸収したブリティッシュ・エアウェイズ、イタリアのエア・ワン、新ユーゴスラビアのJat航空などの7つの会社で運行されていた。総飛行時間は45,371時間で法定点検は2005年12月25日に実施され、次回は2007年1月下旬に点検予定であった。
スラバヤ空港の整備担当者は離陸前に技術的問題はなかったと述べたが、事故機は飛行中に右に傾きやすい癖があった。
- 574便の乗員
  - 運航乗務員：2名（機長（47歳）・副操縦士（36歳））
  - 客室乗務員：4名
- 乗客：96名

## 離陸から行方不明まで
ジャカルタ発スラバヤ経由マナド行きの574便は、現地時間2007年1月1日12:55（協定世界時では5:55）、96名の乗客（大人85名・子供7名、乳幼児4名）と6名の乗員を乗せてスラバヤのジュアンダ国際空港から離陸した。乗客の大半はインドネシア人であったが、アメリカ人も3人搭乗していた。フライトプランでは目的地のマナドのサム・ラトゥランギ空港には現地時間の16:00頃に着陸する予定であった。しかし現地時間14:53、南緯3°13′92″、東経119°9′17″、スラウェシ島の南のマカッサル上空35,000フィート（10,668メートル）を巡航中に航空管制レーダーから機影が消失した。

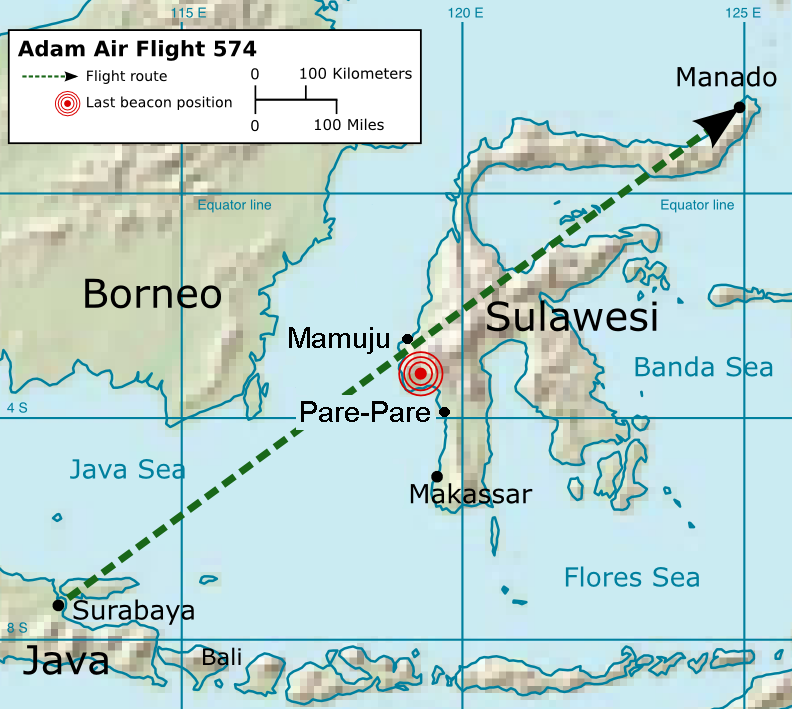
事故機の飛行ルート

事故当時、スラウェシ島上空の天候は荒れており、インドネシアの気象気候地球物理庁は、その地点の雲高は30,000フィート（9,144メートル）、風速は30ノット (15 m/s)程度であったと述べた。インドネシアの航空当局であるPT (PERSERO) ANGKASA PURA Iは、気象状況について警告していたが、574便は予定通り出発していた。574便が最後に確認されたスラウェシ島西部のマカッサル海峡では、70ノット (130 km/h)以上の横風が吹いていた。
当初、救援信号が発せられたとの報道がなされていたが、後に誤報であることが判明した。

## 救援活動

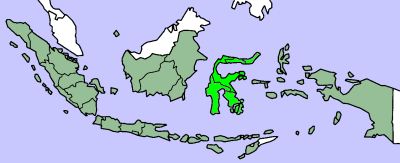
インドネシア本島に挟まれたスラウェシ島（明緑）

民間のラジオ放送局「エルシンタ」 (ElShinta) が伝えた最初の報道によると失踪地点はスラウェシ島の山岳地帯で、インドネシア空軍はこの情報に基づいて数百人単位の人員と航空機により捜索活動を行った。
1月2日の午後、スラウェシ島の軍と警察当局が「機体の残骸がスラウェシ島西部のポレワリから20キロメートルの山岳地帯で見つかり、90人の遺体と12人の生存者を発見」と発表したが、これは近くで難破したフェリーの乗客だった。同日、運輸相ハッタ・ラジャサが「飛行機は見つかっていない。正反対の情報は、当局の聞き取りに対し地元住民が伝えた噂に基づくもの」と発言した。捜索救助にあたっていた軍司令官のアリフ・ブディ・サンプルノ（Arif Budi Sampurno）少将も地元テレビ局 (MetroTV) の取材に対し、墜落現場と報告された周辺からは機体部分は発見されなかったことと、生存者12人という近隣の村からの報告は間違いだったことを明らかにした。

## 捜索
ユドヨノ大統領は、徹底的な事故調査を指示した。アメリカ合衆国国家運輸安全委員会や連邦航空局、ボーイング社、ゼネラル・エレクトリック社の担当者がインドネシアの調査委員会に参加した。
1月11日、スラウェシ島の港町パレパレ近くの海上で、機体の一部が漂流しているのを漁師が発見した。インドネシア当局は海中から尾翼の一部と見られる残骸を発見し、製造番号から事故機のものと判明した。
米海軍の協力により海底の捜索が行われ、1月26日に米大使館より、ブラックボックスの位置を特定したことが連絡された。しかし、米尼両政府とアダム航空の3者間で、高額な深海探査費用についての交渉が難航した。事故から半年以上が経過してからアダム航空が費用の一部負担に同意した。
2007年8月27日にフライトデータレコーダーが、翌28日にはコックピットボイスレコーダーが発見された。

## 事故原因
2008年3月25日、インドネシア政府が最終事故調査報告書を公表し、事故の原因はパイロットの操縦ミスと結論付けたが、整備の手抜きや、緊急事態への対処訓練不足等、安全性を軽視する運航会社の姿勢にも問題があった。
実は事故機は、574便の事故が起きる11か月前に、IRS（慣性航法装置）の故障によって目的地から遠く離れた別の空港に着陸する事態が発生していた。さらに、その後もこの機材に搭乗したパイロットたちからIRSの不具合・故障の報告が何度も上がっていたにもかかわらず、整備員はこれを約1年に渡って放置していた。
そして、事故機が574便として使用された際、再び予定航路を大きく逸脱した。航路を修正するために次の基準点を直接目指すこととしたが、経路上には雷雨が発生していた。
35,000フィート（10,668メートル）で雷雨の中を巡航中にIRSの故障に気が付いたパイロットがIRSを再起動しようとしたが、再起動中は航法装置 (ADI) や各種計器が30秒間に渡って使用できなくなり、自動操縦も解除された。これは通常の動作だが、経験不足のパイロットはIRSの故障への対処とそれによる計器の停止により、注意散漫となり、自動操縦の解除を失念した。
30秒間で機体は急激に傾斜し、60度ほど右に傾斜した状態で機長が操縦桿を引き続けたことで、機体は錐もみ状態に陥り急降下した。降下速度は490ノット（毎時910キロメートル）にも達し、やがて海面付近で空中分解した。この音はCVRに録音され、そのまま574便は墜落した。

## 備考

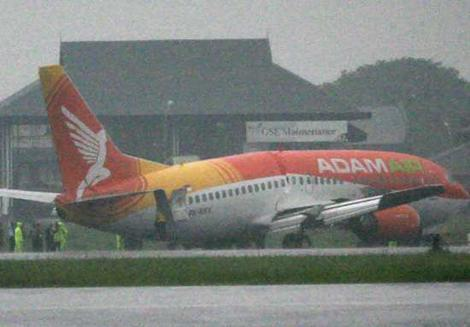
着陸に失敗したアダム航空172便

アダム航空は本件事故の直後の2007年2月21日にも、スラバヤでアダム航空172便（ボーイング737-300、PK-KKV）の着陸失敗事故を起こした。死者は出なかったが、乗員乗客155人中2人が軽傷を負った。機体は大破し、全損となった。
2008年3月10日には、ハン・ナディム国際空港で292便（ボーイング737-400、PK-KKT）が滑走路を75mオーバーランした。この時も死者は出なかったものの、乗員乗客177人中乗客2人が負傷した。脱出装置が適切に作動せず、緊急脱出の妨げとなった。
アダム航空はこれら三件の事故が引き金になり、2008年3月17日に安全基準を満たさないとして当局から運行停止命令を受け、2009年2月に破産した。

## 映像化
- メーデー!:航空機事故の真実と真相 第6シーズン第7話「THE PLANE THAT VANISHED」
- 世界衝撃映像100連発「国の政策をも変えた飛行機事故」（TBSテレビ・2023年4月5日[11]）